# Dalkeith
Dalkeith  (schottisch-gälisch Dail Cheith) ist eine Stadt in Midlothian, Schottland mit gut 12.000 Einwohnern und liegt zwischen den Flüssen North Esk und South Esk, die sich nördlich zum Esk vereinen.

## Geschichte

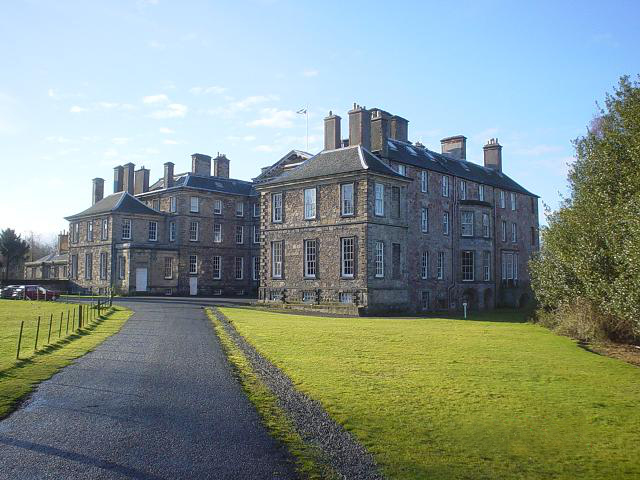
Dalkeith House

Das nordöstlich der Stadt gelegene Schloss Dalkeith House gehörte ursprünglich im 12. Jahrhundert dem Clan Graham; im frühen 14. Jahrhundert wurde der Clan Douglas damit belehnt. James Douglas of Dalkeith wurde Mitte des 15. Jahrhunderts zum Earl of Morton ernannt. Die alte Burg wurde ab 1574 von James Douglas, 4. Earl of Morton, dem Regenten von Schottland, im Renaissancestil erweitert. 1642 verkauften es die Douglas an Francis Scott, 2. Earl of Buccleuch. Dessen Erben gestalteten es ab 1702 nach dem Vorbild von Het Loo barock. Der Duke of Buccleuch besitzt das Schloss bis heute, hat es aber zu Universitätszwecken vermietet.

## Städtepartnerschaft
Die französische Gemeinde Jarnac im Département Charente ist seit 1960 Partnergemeinde von Dalkeith.

## Persönlichkeiten
- Henry Dundas, 1. Viscount Melville (1742–1811), Staatsmann und Anwalt
- John Kay (1742–1826), Karikaturist
- T. B. H. Stenhouse (1825–1882), Mormonenpionier und Missionar
- Peter Guthrie Tait (1831–1901), Physiker
- Alexander Brown (1877–1947), Mathematiker
- Derek William Dick (* 1958), Sänger und Schauspieler (Künstlername Fish)
- Darren Fletcher (* 1984), Fußballspieler